# العلاقات الباكستانية الكورية الجنوبية
العلاقات الباكستانية الكورية الجنوبية هي العلاقات الثنائية التي تجمع بين باكستان وكوريا الجنوبية.

## مقارنة بين البلدين
هذه مقارنة عامة ومرجعية للدولتين:
| وجه المقارنة                                              | باكستان                     | كوريا الجنوبية                                                          |
| --------------------------------------------------------- | --------------------------- | ----------------------------------------------------------------------- |
| المساحة (كم2)                                             | 881.91 ألف                  | 100.30 ألف                                                              |
| عدد السكان (نسمة)                                         | 197.02 مليون                | 51.47 مليون                                                             |
| الكثافة السكانية (ن./كم²)                                 | 223.4                       | 513.16                                                                  |
| العاصمة                                                   | إسلام آباد                  | سول                                                                     |
| اللغة الرسمية                                             | لغة إنجليزية، اللغة الأردية | اللغة الكورية                                                           |
| العملة                                                    | روبية باكستانية             | وون كوري جنوبي                                                          |
| الناتج المحلي الإجمالي (بليون دولار)                      | 304.95 مليار                | 1.53 تريليون                                                            |
| الناتج المحلي الإجمالي (تعادل القوة الشرائية) بليون دولار | 946.67 مليار                | 1.75 تريليون                                                            |
| الناتج المحلي الإجمالي الاسمي للفرد دولار أمريكي          | 1.43 ألف                    | 27.22 ألف                                                               |
| الناتج المحلي الإجمالي للفرد دولار أمريكي                 | 4.81 ألف                    |                                                                         |
| مؤشر التنمية البشرية                                      | 0.538                       | 0.901                                                                   |
| رمز المكالمات الدولي                                      | +92                         | +82                                                                     |
| رمز الإنترنت                                              | .pk                         | .kr                                                                     |
| المنطقة الزمنية                                           | ت ع م+05:00                 | توقيت كوريا الجنوبية، ت ع م+09:00، آسيا/سيول ‏، ت ع م+08:00، ت ع م+08:30 |

## منظمات دولية مشتركة
يشترك البلدان في عضوية مجموعة من المنظمات الدولية، منها:
| علم المنظمة | اسم المنظمة                                                | تاريخ انضمام باكستان | تاريخ انضمام كوريا الجنوبية |
| ----------- | ---------------------------------------------------------- | -------------------- | --------------------------- |
|             | مؤسسة التمويل الدولية                                      | 20 يوليو 1956        | 16 مارس 1964                |
|             | منظمة حظر الأسلحة الكيميائية                               | ?                    | ?                           |
|             | يونسكو                                                     | 14 سبتمبر 1949       | 14 يونيو 1950               |
|             | الأمم المتحدة                                              | 30 سبتمبر 1947       | 17 سبتمبر 1991              |
|             | المنظمة الهيدروغرافية الدولية                              | ?                    | ?                           |
|             | منظمة الشرطة الجنائية الدولية                              | ?                    | ?                           |
|             | منتدى آسيان الإقليمي ‏                                      | ?                    | ?                           |
|             | البنك الدولي للإنشاء والتعمير                              | 11 يوليو 1950        | 26 أغسطس 1955               |
|             | العملية المشتركة للاتحاد الأفريقي والأمم المتحدة في دارفور | ?                    | ?                           |
|             | الاتحاد البريدي العالمي                                    | ?                    | ?                           |
|             | منظمة التجارة العالمية                                     | ?                    | ?                           |
|             | الفريق المعني برصد الأرض                                   | ?                    | ?                           |
|             | بنك التنمية الآسيوي                                        | 1966                 | 1966                        |
|             | المركز الدولي لتسوية المنازعات الاستشارية                  | 15 أكتوبر 1966       | 23 مارس 1967                |
|             | وكالة ضمان الاستثمار متعدد الأطراف                         | 12 أبريل 1988        | 12 أبريل 1988               |

## وصلات خارجية
- موقع وزارة الخارجية الباكستانية
- موقع وزارة الخارجية الكورية الجنوبية